# Hagener Hütte am Ettelsberg
Die Hagener Hütte am Ettelsberg, auch Ettelshütte, ist eine Schutzhütte der Sektion Hagen des Deutschen Alpenvereins (DAV). Sie liegt im Rothaargebirge in Deutschland. Es handelt sich um eine Selbstversorgerhütte. Sie ist ganzjährig geöffnet.

## Geschichte
Die Sektion Hagen wurde am 26. Juni 1903 im Römer (Bahnhofstraße) in Hagen als Sektion Hagen des Deutschen und Österreichischen Alpenvereins (DuOeAV) gegründet. Die Ettelshütte wurde 1911 vom Verein Ettelshütte e. V. erbaut. Nach dem Zweiten Weltkrieg hatte Vandalismus die Hütte vollkommen zerstört. Der Wiederaufbau der Hütte scheiterte am Geldmangel, deshalb entschloss sich der Verein Ettelshütte die Blockhütte abzugeben. Die Sektion Hagen übernahm die Hütte 1951 und baute sie zu einer Selbstversorgerhütte um. Die Einweihung fand am 7. Dezember 1951 statt.

## Lage
Die Hagener Hütte am Ettelsberg befindet sich in Willingen, im Landkreis Waldeck-Frankenberg im Sauerland.

## Zustieg
Es existiert ein Parkplatz am Haus.

## Hütten in der Nähe
- Dortmunder Sauerlandhütte, Selbstversorgerhütte, Rothaargebirge, (479 m ü. NHN)
- Hochsauerlandhaus, Selbstversorgerhütte, Rothaargebirge, (620 m ü. NHN)
- DAV-Haus Astenberg, Bewirtschaftete Hütte, Rothaargebirge, (773 m ü. NHN)
- Sauerlandhütte, Selbstversorgerhütte, Rothaargebirge, (727 m ü. NHN)[3]

## Tourenmöglichkeiten
- Paradies-Rundweg, Wanderung, Sauerland, 10,4 km, 3,3 Std.
- Tälerweg (Qualitätstour), Regionaler Wanderweg, Sauerland, 12,1 km, 3,3 Std.
- Auf Rothaarsteig und Uplandsteig rund um den Ettelsberg, Wanderung, Rothaargebirge, 23,2 km, 6 Std.
- Von Willingen zum höchsten Berg Nordrhein-Westfalens dem Langenberg, Wanderung, Rothaargebirge, 16,5 km, 4,3 Std.
- Willingen-Runde über Clemensberg und Mühlenkopfschanze, Wanderung, Willingen (Upland), 15,3 km, 4 Std.[4]

## Klettermöglichkeiten
- Klettern im Rothaargebirge.[5]
- Klettern im Sauerland.[6]
- Klettergebiete im Sauerland.[7]

## Skifahren
- Skigebiete Rothaargebirge.[8]
- Skigebiete im Sauerland.[9]
- Wintersport-Arena Sauerland.[10]

## Karten
- Willinger Wanderkarte: mit UTM-Gitter. Willingen Sauerland. Wasser- und reißfest. Landkarte – Gefaltete Karte ISBN 978-3866369122
- Kompass Karten Sauerland 1, Hochsauerland, Arnsberger Wald: 4in1 Wanderkarte 1:50.000 mit Aktiv Guide und Detailkarten inklusive Karte zur offline (KOMPASS-Wanderkarten, Band 841) Landkarte – Gefaltete Karte ISBN 978-3990447062
- Rothaarsteig, Brilon – Dillenburg: Leporello Wanderkarte mit Ausflugszielen, Einkehr- & Freizeittipps und Zugangswegen, GPS-genau. 1:25.000 (Leporello Wanderkarte: LEP-WK) Landkarte – Gefaltete Karte ISBN 978-3899204384